# Roncus orao
Espèce
Roncus orao est une espèce de pseudoscorpions de la famille des Neobisiidae.

## Distribution
Cette espèce est endémique du Monténégro. Elle se rencontre à Podgorica dans la grotte Megara Pečina.

## Description
Le mâle holotype mesure 3,05 mm et la femelle décrite par Dimitrijević et Karaman en 2005 3,10 mm.

## Publication originale
- Ćurčić, Dimitrijević, Ćurčić & Mitić, 2004 : Biodiversity of Montenegrine pseudoscorpions: Neobisium alae n. sp. and Roncus orao n. sp. (Neobisiidae: Pseudoscorpiones). Zbornik radova Odbora za kras i speleologiju, vol. 8, p. 83-93.